# Sphaerodothis densa
Sphaerodothis densa är en svampart som först beskrevs av E. Bommer & M. Rousseau, och fick sitt nu gällande namn av Cornelius Lott Shear 1909. Sphaerodothis densa ingår i släktet Sphaerodothis och familjen Phyllachoraceae.   Inga underarter finns listade i Catalogue of Life.